# Emmy Lou Packard

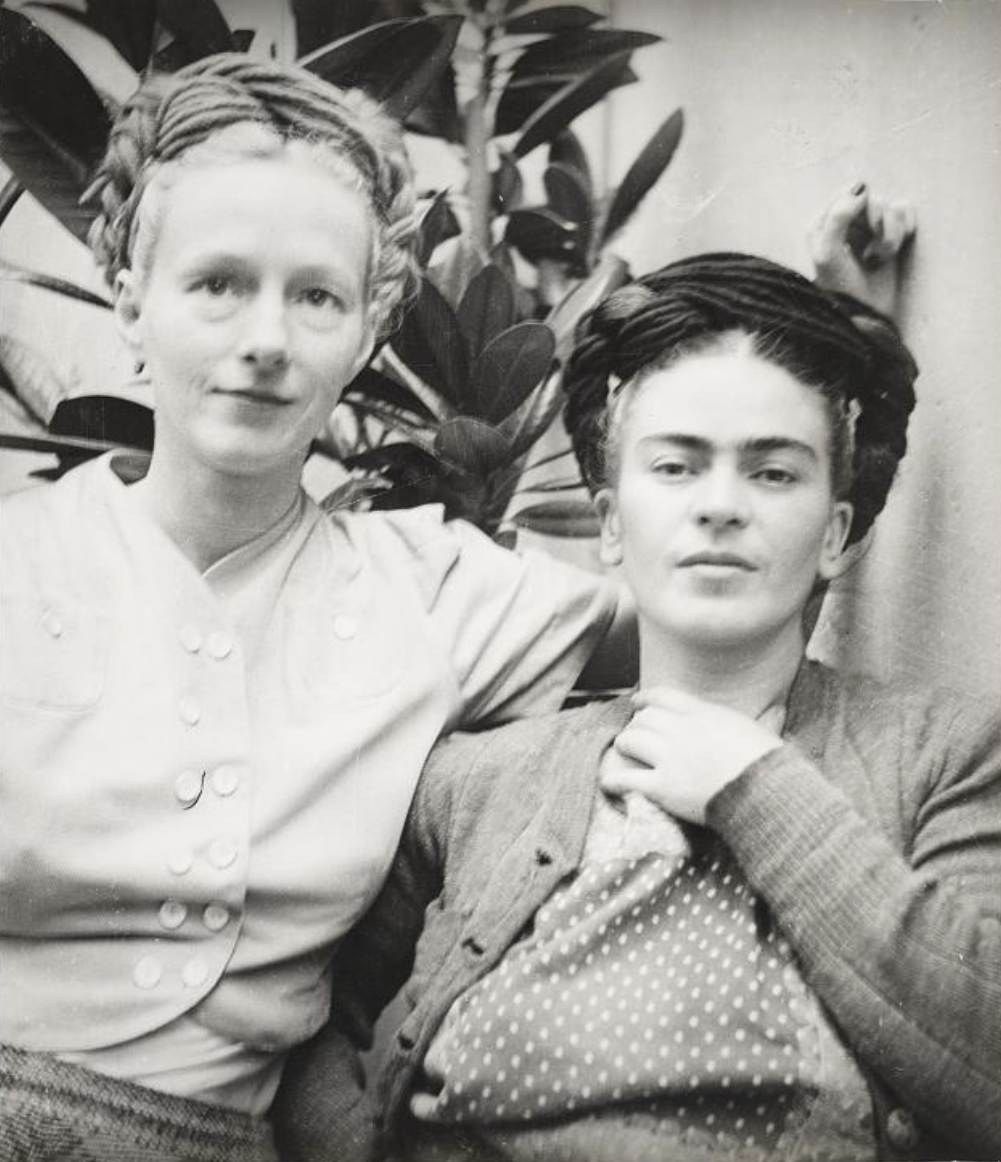
Foto von Emmy Lou Packard und Frida Kahlo in Coyoacán, Mexiko, 1941

Betty Lou Packard (* 15. April 1914 in Imperial Valley, Kalifornien, USA; † 22. Februar 1998 in San Francisco, USA) war eine kalifornische Malerin, die zu Lebzeiten von Kritikern weitgehend ignoriert wurde, obwohl sie direkt mit Diego Rivera zusammengearbeitet und eine Generation von Wandmalern aus der Bay Area betreut und inspiriert hat.

## Leben und Werk
Packard war die Tochter von Emma Lou Leonard und Walter Packard, der ein international bekannter Agronom war. 1927 ging er mit seiner Familie als Berater für das historische Landreformprogramm der Regierung nach Mexiko-Stadt. Dort lernte Packard, die im Alter von 13 Jahren frühreif zeichnete und malte, den Wandmaler Diego Rivera und seine Frau Frida Kahlo bei einem Treffen mit ihrer Mutter kennen.
Packard studierte von 1932 bis 1936 an der University of California (UCB) in Berkeley, wo sie Kunstredakteurin der Studentenzeitung Daily Californian und des Literaturmagazins Occident war. Sie war auch die erste weibliche Redakteurin des Humormagazins Pelican. 1934 zog sie mit dem Architekten Burton Donald Cairns nach Nevada und heiratete ihn 1936 nach ihrem Abschluss an der UCB. Sie bekam mit ihm einen Sohn, Donald Cairns, den sie mit in die Universität brachte. Nach dem Tod ihres Mannes durch einen Autounfall im Jahr 1939 reiste sie nach Mexiko, um bei Rivera und Kahlo zu leben und als deren Studioassistentin zu arbeiten.

## Mitarbeit anPan American Unity

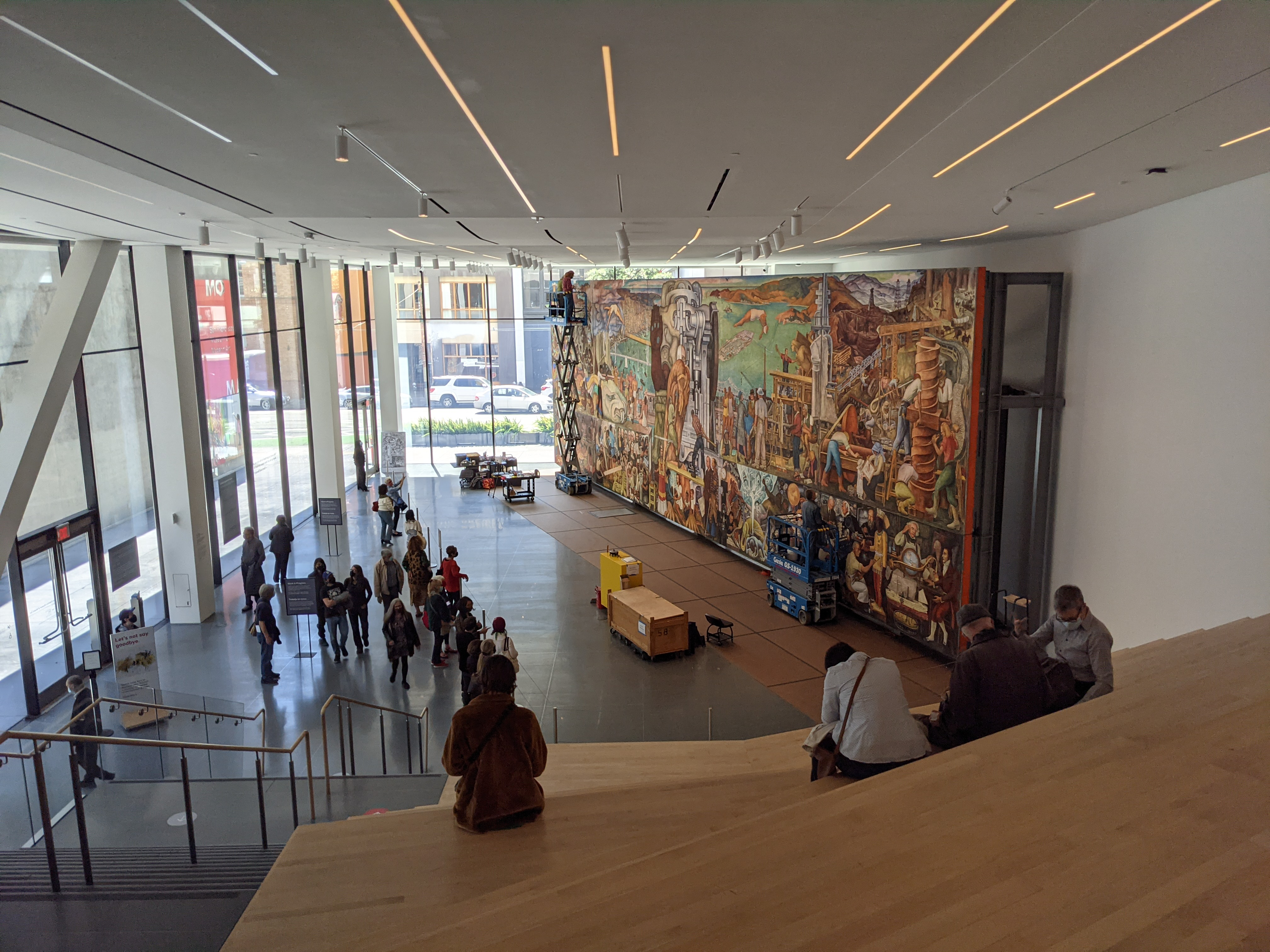
Diego Riveras Fresko Pan American Unity während der Installation im San Francisco Museum of Modern Art

Im Sommer 1940 wurden vier Monate lang auf der Golden Gate International Exposition (GGIE) auf Treasure Island Künstler bei der Arbeit auf der Art in Action gezeigt. Als Assistentin malte Packard mit Diego sein Fresco Pan American Unity mit einer Größe von 1.650 Quadratmeter. Als die Ausstellung im September geschlossen wurde, arbeiteten sie noch weitere zwei Monate in der leeren Ausstellungshalle. Rivera wurde bei dem Projekt von Thelma Johnson Streat, einer afroamerikanischen Künstlerin und Textildesignerin, unterstützt. Das Life Magazine bemerkte auch die Unterstützung von Mona Hoffman, und Rivera schrieb später einen Brief an den Herausgeber, in dem Emmy Lou Packard und Arthur Niendorff als seine Hauptassistenten anerkannt wurden. Auf dem Wandbild ist Packard auf der linken Seite direkt über Charlie Chaplin zu sehen. Sie hält ein Skizzenbuch in der Hand und trägt Absätze und einen Pullover.
Nachdem das Wandbild fertig war, kehrte Packard nach Mexiko zurück, um weiterhin mit Rivera und Kahlo zu leben und machte Fotos von ihnen. Sie fertigte auch etwa 300 Ölgemälde, Aquarelle und Zeichnungen an, die sie 1941 und 1942 in Galerien in Los Angeles und San Francisco ausstellte. 1941 halfen ihr Kahlo und Rivera bei der Eröffnung ihrer ersten Einzelausstellung ihrer Ölarbeiten im San-Francisco-Museum of Art, heute San Francisco Museum of Modern Art.

## Künstlerische Tätigkeiten nach 1941
Als Packard 1941 nach San Francisco zog, stand der Zweite Weltkrieg im Mittelpunkt der Aufmerksamkeit der Welt und leitete einen Großteil von Packards künstlerischer und politischer Arbeit in dieser Zeit. Sie malte für eine Ausstellung, die die zusätzliche Belastung von Frauen während des Krieges hervorhob, schuf Kunst über die Geschichte der Gewerkschaftsbewegungen für die California Labour School und arbeitete für die Zeitung Fore ' n ' Aft der Kaiser Shipyards in Richmond. Sie erstellte Illustrationen, die die Arbeiter aufforderten, ihr Wahlrecht und ihre Verantwortung auszuüben.
Als der Krieg zu Ende ging, hatte sie etwa 100 Werftbilder gemalt, die von Kränen und anderen schweren Maschinen dominiert wurden, aber leicht und optimistisch wirkten. Während dieser außergewöhnlich produktiven Zeit experimentierte sie mit Kunststoffen in Lichtskulpturen, illustrierte Lehrbücher für die öffentlichen Schulen von San Francisco, organisierte das jährliche San Francisco Arts Festival und war eine Gründerin von Artists Equity.
Zusammen mit Werken ihrer Freunde Robert P. McChesney, Edward Corbett und ihres zukünftigen Ehemanns Byron Randall hatte sie 1949 eine Gruppenausstellung ihrer Gemälde. Bis 1952 produzierte sie Holz- und Linoleumdrucke von lokalen Krabbenfischern, Netzbindern, Artischockenpflückern und anderen Arbeitern. Eine weitere Reise nach Mexiko ermöglichte es ihr, neue Entwicklungen in Wandtechniken zu studieren und sie fertigte viele Wandmalereien und andere Verzierungen für Schulen an. Zu ihren Aufträgen gehörten auch Wandmalereien und Raumdekorationen für die Kreuzfahrtschiffe Lurline, Mariposa und andere der Matson Navigation Company.

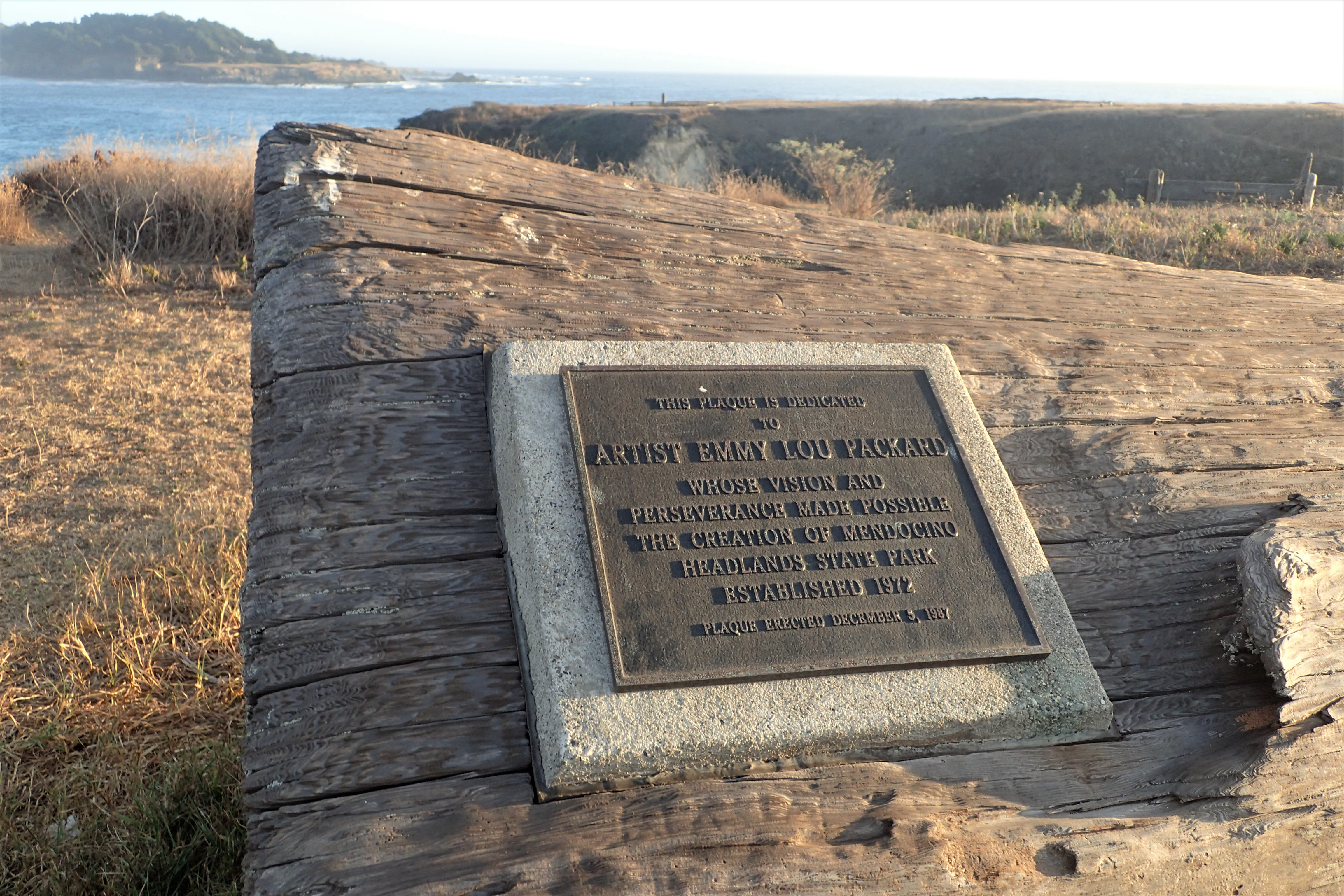
Die Emmy Lou Packard gewidmete Gedenktafel am Point Mendocino im Headlands State Park, Mendocino, Kalifornien, USA

Sie zog 1960 mit ihrem zweiten Ehemann Randall nach Mendocino, wo sie Drucke von Wassertürmen der Gegend und Gemälde von Meeresstimmungen anfertigte. Sie wurde als Umweltschützerin bekannt, die dazu beitrug, die Küstenlinie vor kommerziellen Entwicklungen zu schützen. Sie widersetzte sich dem Vietnamkrieg und spendete Plakate und Zeichnungen an Gruppen wie Women for Peace.
Sie kehrte 1973 nach San Francisco zurück und half als technische Beraterin beim Wandbild der Bank of America. In San Francisco setzte sie sich für die Latino-Kultur ein und kämpfte erfolgreich für die Rettung von Anton Refregiers Fresken, die die kalifornische Geschichte in der Lobby des Postamts des Rincon-Zentrums im Financial District (San Francisco) darstellen. Mit dem Chávez Student Center arbeitete sie zusammen, um das 85 Fuß lange und 5 Fuß hohe, modernistische Flachrelief-Wandgemälde in der Mitte der Sproul Plaza an der University of California zu schaffen. Das Wandbild zeigt kalifornische Landschaftsmerkmale, darunter Küstenklippen, bebaute Felder, Berge und Flüsse.
Sie verbrachte einen Großteil ihrer späteren Jahre damit, eine Biographie und Wertschätzung von Rivera vorzubereiten, die mit ihren Fotografien illustriert wurde, allerdings konnte sie diese Arbeit nicht mehr beenden. Packard starb 1998 im Alter von 83 Jahren in einem Genesungsheim in San Francisco an Diabetes.
Im Richmond Arts Center fand 2022 die erste Einzelausstellung Emmy Lou Packard: Artist of Consciences  nach ihrem Tod 1998 statt.